# Werner Seif

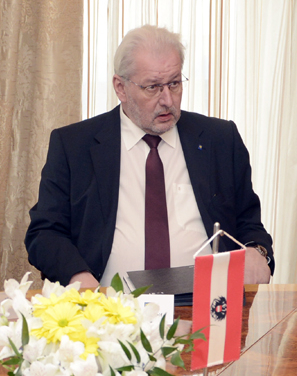
Werner Seif, 2015

Werner Seif (* 21. Jänner 1955 in Steyr) war ein österreichischer Spitzenbeamter, zuletzt Landesamtsdirektor der Niederösterreichischen Landesregierung. Mit Mai 2017 ist er in den Ruhestand gewechselt.

## Leben
Werner Seif trat nach der Matura am Stiftsgymnasium Seitenstetten, sowie dem Studium der Rechtswissenschaften an der Universität Linz und der Promotion zum Dr. iur. 1978 im folgenden Jahr in den niederösterreichischen Landesdienst ein.
Er wirkte an den Bezirkshauptmannschaften Neunkirchen, Krems, Waidhofen an der Thaya, Korneuburg und Baden, bis er 1985 als Büroleiter des Landeshauptmann-Stellvertreters bzw. Landeshauptmannes Erwin Pröll zur Landesregierung kam.
Am 1. März 1995 wurde er Landesamtsdirektor-Stellvertreter und seit 1. März 2000 bekleidet Werner Seif das Amt des Landesamtsdirektors beim Amt der NÖ Landesregierung. Er folgte damit Karl Kern, der in den Ruhestand ging.
Er trägt aufgrund Funktion und Dienstalter den Amtstitel Hofrat.
Am 1. Mai 2017 ging er in den Ruhestand und wurde durch Werner Trock ersetzt.

## Auszeichnungen
- 2010: Großes Silbernes Ehrenzeichen mit dem Stern für Verdienste um die Republik Österreich
- 2014: Silbernes Komturkreuz mit dem Stern des Ehrenzeichens für Verdienste um das Bundesland Niederösterreich